# G.W.S. Lingbeek
Goswijn Willem Sanne (Gos) Lingbeek (Veendam, 5 augustus 1860 - Pretoria, 11 juli 1939) was een Nederlandse arts die landelijke bekendheid kreeg als pionier van de padvinderij en als leider van diverse ambulances die door het Nederlandse Rode Kruis in het buitenland werden ingezet in oorlogssituaties.

## Biografie
Na zijn opleiding gaf hij leiding aan sanatoria in De Steeg, Hilversum, Laag-Soeren en Heelsum.
Rond de eeuwwisseling, tijdens de Tweede Boerenoorlog, leidde Lingbeek de eerste ambulance van het Nederlandse Rode Kruis in de oorlogsgebieden in Oranje Vrijstaat en Transvaal.
Tijdens de Balkanoorlogen werd dr. Lingbeek in 1912 naar Constantinopel gestuurd als leider van de Nederlandse Rode Kruis-ambulance in Turkije. Terug in Den Haag, terwijl hij laatste hand legde aan de afwikkeling van de ambulance in Constantinopel, braken in de zomer van 1913 de vijandelijkheden opnieuw uit. Hij werd gevraagd om tijdens deze Tweede Balkanoorlog een ambulance te leiden in Belgrado.. De ambulance keerde in oktober terug.
Lingbeek was lid van de Centrale Gezondheidsraad en van het hoofdbestuur van het Nederlandse Rode Kruis. Ook was hij maatschappelijk betrokken op vele terreinen, zo was hij actief in de vrijmetselarij en was hij in 1911 een van de eerste bestuurders van de Nederlandsche Padvinders Organisatie (NPO). Een jaar daarvoor schreef hij met Gos. de Voogt het boek Een Padvinders vereeniging (Boy-scouts), waarmee hij ook de bedenker werd van de term padvinder.
Voor zijn werk ontving hij diverse onderscheidingen. Voor zijn optreden tijdens de Boerenoorlog werd hij in 1901 benoemd tot Commandeur Eerste Klasse in de Orde van Vasa en tot ridder in de Orde van de Nederlandse Leeuw. Voor zijn optreden in Constantinopel kreeg hij in 1913 de Medaille van het Rode Kruis en werd hij benoemd tot Commandeur in de Huisorde van Oranje en in de Orde van Mejidie Tweede Klasse. Bij besluit van het Hoofdbestuur van 1 februari 1915 kreeg hij het Kruis van Verdienste van het Nederlandse Rode Kruis.
In 1929 keerde hij terug naar Zuid-Afrika om daar de laatste tien jaar van zijn leven door te brengen.
In juli 2015 publiceerde zijn achterkleinzoon Philip Everts zijn biografie Een rusteloze geest.